# Erzsébet Kocsis
Pour les articles homonymes, voir Kocsis.
Dans le nom hongrois Kocsis Erzsébet, le nom de famille précède le prénom, mais cet article utilise l’ordre habituel en français Erzsébet Kocsis, où le prénom précède le nom.
Erzsébet Kocsis, née le 11 mars 1965 à Győr, est une ancienne handballeuse hongroise, évoluant au poste de pivot. Elle a été élue meilleure handballeuse de l'année en 1995.

## Biographie
Cette joueuse a été l'une des meilleures du monde, comme le témoigne son élection au titre de Meilleure handballeuse mondiale de l'année en 1995. Cette même année, elle remporte la médaille d'argent lors du Championnat du monde.
L'année suivante, la sélection hongroise dont elle est capitaine remporte la médaille de bronze aux Jeux olympiques d'été de 1996 à Atlanta. Elle est également nommée dans l'équipe type du tournoi.
Après sa carrière de joueuse, elle a également occupé le poste de sélectionneur pour la sélection hongroise.

## Palmarès

### Sélection nationale
Jeux olympiques
-  Médaille de bronze des Jeux olympiques d'été de 1996 à Atlanta,  États-Unis

Championnat du monde
-  Médaille d'argent du Championnat du monde 1995,  Autriche et  Hongrie

### Club
Compétitions internationales
- Vainqueur de la Ligue des champions en 1999 avec Dunaferr NK
- Vainqueur de la Coupe de l'EHF en 1998 avec Dunaferr NK
- Vainqueur de la Coupe des coupes en 1995
- Vainqueur de la Supercoupe d'Europe en 1999

Compétitions internationales
- Vainqueur du Championnat de Hongrie (2) : 1998, 1999
- Vainqueur de la Coupe de Hongrie (2) : 1998, 1999

### Distinction personnelle
- Élue meilleure handballeuse de l'année 1995
- Élue meilleure pivot des Jeux olympiques d'été de 1996[2]
- Élue meilleure handballeuse de l'année en Hongrie en 1992 et 1994